# Ministerstwo Finansów Republiki Białorusi

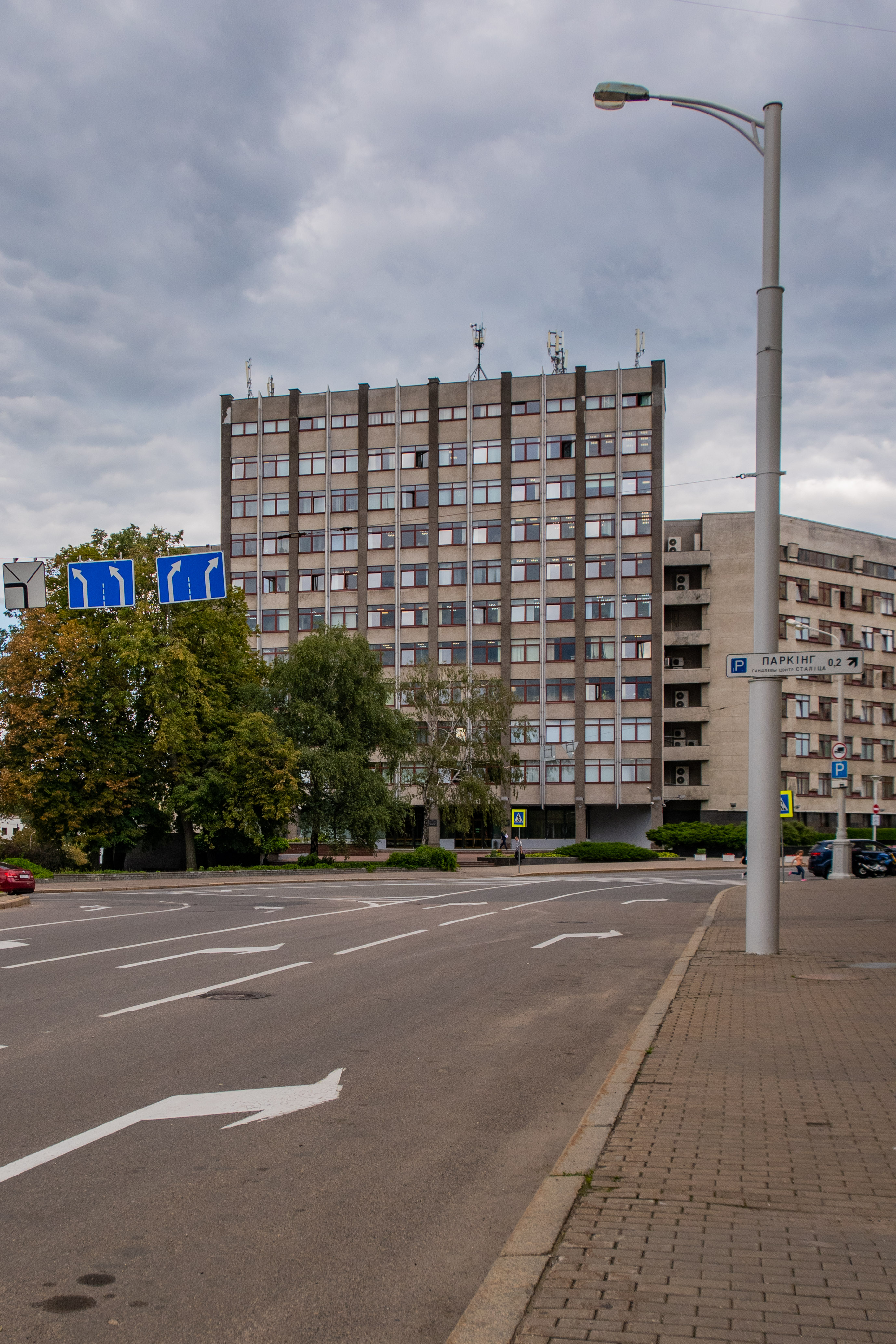
Budynek Ministerstwa finansów Białorusi

Ministerstwo Finansów Republiki Białorusi – ministerstwo Białorusi odpowiadające za prowadzenie polityki fiskalnej.

## Ministrowie finansów Białorusi
- 1990—1994 — Sciapan Janczuk
- 1994—1997 — Pawał Dzik
- 23 lipca 1997 — 14 sierpnia 2008 — Mikałaj Korbut
- 2008—2014 — Andrej Charkawiec
- 2014—2018 — Uładzimir Amaryn
- 2018—2020 — Maksim Jermałowicz
- od 2020 — Juryj Sieliwierstau